# Groningeni Egyetem
A Groningeni Egyetem (rövidítve UG; hollandul Rijksuniversiteit Groningen, rövidítve RUG) egy állami egyetem több mint 30 000 diákkal a hollandiai Groningen városában. Az 1614-ben alapított egyetem Hollandia egyik legtradicionálisabb és legtekintélyesebb egyeteme.
Az intézmény rendszerint a világ 100 legjobb egyeteme között végez. A 2021-es ARTU (Aggregate Ranking of Top Universities) listán az egyetem Hollandiában a negyedik, Európában a 24., a világon pedig a 76.
A Groningeni Egyetemnek tizenegy kara, kilenc doktori iskolája (graduate school), 27 kutatóközpontja és intézménye, illetve több mint 175 képzése van. Az egyetem öregdiákjai között van Johann Bernoulli, Aletta Jacobs, négy Nobel-díjas, a holland királyi család több tagja, számos holland polgármester és parlamenti tag, az Európai Központi Bank első elnöke és a NATO egy főtitkára. Emellett Szent-Györgyi Albert itt kezdte el azokat a kutatásait, amelyekért később Nobel-díjat kapott.

## Története

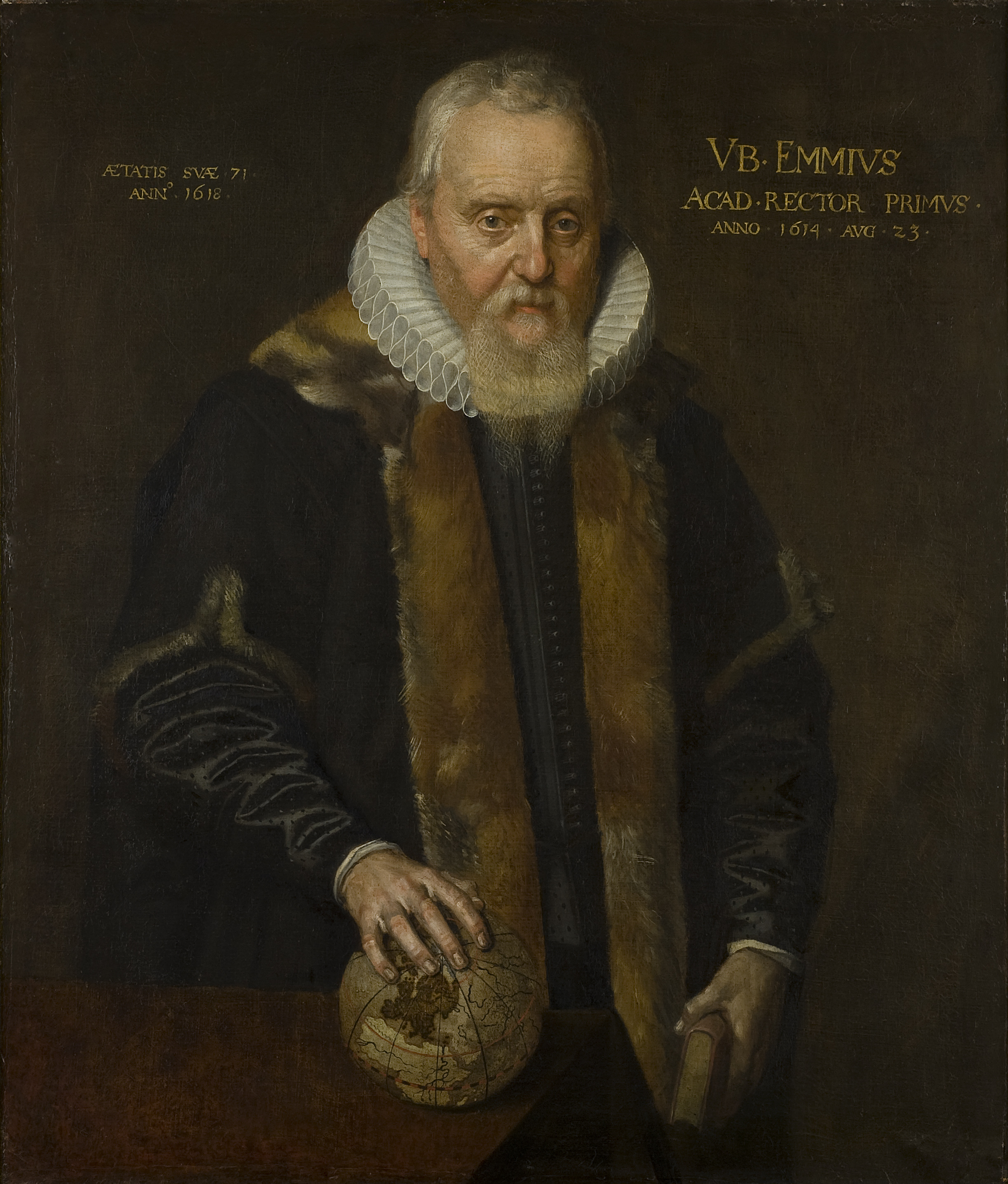
Ubbo Emmius, német történész és geográfus, az egyetem első rektora

Az egyetemet 1614-ben alapította Groningen város és a környező terület regionális közgyűlése. Az alapításkor megalapult az egyetem első négy kara is, a Teológia, Jog, Orvostudomány, és Filozófia Kar.
Az egyetem címerét a helyi rendi gyűlés fogadta el 1615-ben. A címer a provincia címere, rajta egy nyitott könyvvel, amin a VER/BVM/DNI LV/CER/NA szavak találhatóak, az egyetem mottójának (Verbum Domini Lucerna Pedibus Nostris) a rövidítéseként. A címeren egy arany korona van, öt levéllel és négy gyönggyel.
Létezésének első 75 évében körülbelül évi 100 diák csatlakozott az egyetemhez. A diákok és oktatók majdnem fele Hollandián kívülről származott – az egyetem első rector magnificus-a, Ubbo Emmius például a Németországbeli Kelet-Frízfölddről – de emellett az egyetem már ekkor közeli kapcsolatot ápolt a várossal és a környező területekkel.
Az egyetem fejlődése ideiglenesen lelassult a tizenhetedik század végén és tizennyolcadik század elején, teológiai véleménykülönbségek, a regionális közgyűléssel folytatott bonyolult kapcsolat, és politikai problémák miatt, köztük a város 1672-es ostroma miatt is. Átlagosan két-háromszáz diák volt egyszerre regisztrálva az egyetemen ebben az időszakban.
Az 1775 és 1814 közötti francia megszállás alatt a Groningeni Egyetem vezetését átvette a Párizsi Egyetem. A Leideni Egyetemmel ellentétben nem zárták be, és az egyetemet átnevezték Groningeni Királyi Egyetemmé (Keizerlijke Universiteit Groningen). Ezalatt az időszak alatt ez volt az egyetlen nyitva maradt egyetem a Holland Királyságban. 1815-ben, a napóleoni háborúk után, az egyetemet elismerték mint nemzeti felsőoktatási intézmény, az Utrechti, és a Leideni Egyetemmel egyidőben, viszont ezt követően viták törtek ki a bezárásáról. A helyzet javult, amikor 1850-ben a helyiek finanszírozásával megépült az egyetem új főépülete, az Academiegebouw. Ezt 1906-ban egy tűz teljesen elpusztította.
Ezalatt az idő alatt az 1876-os Felsőoktatási Törvény jelentősen növelte az egyetem pozícióját, ekkor kapta meg az új nevét is, a "Rijksuniversiteit Groningen"-t (RUG). A tanítás hollandul, és latinul folyt, és az egyetemnek kutató és oktató szerepe is kialakult.
A huszadik század első évtizedeiben az egyetem nagy fejlődésnek indult. A karok és szakok száma jelentősen nőtt, és a diáknépesség is megnövekedett. 1914-ben, az egyetem megalapulásának 300. évfordulóján, 611 diák volt regisztrálva az egyetemen, ez 1924-re 1000-re nőtt. A világválságot és a második világháborút követő visszaesés után a diákok száma rohamosan nőtt, és 1994-ben elérte a 20 000-et. Jelenleg az egyetemnek körülbelül 34 000 diákja van, és a nemzetköziek száma különösen gyorsan nő, kifejezetten a német diákoké és kutatóké.
2015 márciusában az egyetem aláírt egy szerződést a Kínai Agráregyetemmel, melynek keretében az egyetem egy campust nyitott volna a kínai Yantai városában. Így a Groningeni Egyetem lett volna az első holland város, ami campust nyit Kínában. A tervet erős kritika fogadta, főleg a kínai cenzúra okozta korlátozott akadémiai szabadság miatt. A terveket 2018 januárjában eltörölték, a projekt "elégtelen támogatására" hivatkozva.

## Tények és számok
Kulcsadatok a Groningeni Egyetemmel kapcsolatban:
- 2020-ban az egyetem diákjainak száma 34 000, alapképzéstől egészen doktori képzésig. Ebből 8250 nemzetközi diák.
- Az egyetemnek jelenleg 3600 akadémiai alkalmazottja van. Az egyetemi kórházzal együtt az alkalmazottak harmada nemzetközi.
- 425 teljes professzor
- 45+ bachelor alapképzés (ebből 35+ angolul)
- 120+ angol nyelvű mesterképzés
- 40+ kutató mesterképzés és top-program[15]
- 11 kar (egy a frízföldi Leeuwardenben), 9 doktori iskola
- 140 000 öregdiák
- 120+ nemzetiség
- 8000 kutatási kiadványok
- 4350 PhD-kandidátus (51% nemzetközi)
- 1,0 milliárd eurós költségkeret
- Kutatási támogatások a Holland Kutatási Tanácstól (NWO): 2020-ban 14 kezdő támogatás (Veni), 5 tapasztalt kutatási támogatás (Vidi) és 4 senior kutatási támogatás (Vici) odaítélve
- Kutatási támogatások az Európai Kutatási Tanácstól (ERC): 2020-ban 1 kezdő támogatás, 1 konszolidátor támogatás, 3 haladó támogatás és 1 "proof of concept" támogatás odaítélve
- 18 szabadalmaztatás 2020-ban

Az egyetem a BSA rendszert használja, amiben az elsőéves alapképzéses (bachelor) diákoknak kötelező egy bizonyos mennyiségű ECTS kreditet elérniük a második évbe való továbblépéshez. Ez 30 és 45 ECTS között változik, szaktól függően.
A Groningeni Egyetem része az európai egyetemek csoportjának, az "Excellence Group"-nak. A csoportnak 56 tagegyeteme van, ami a 4500 európai felsőoktatási intézmények 1,3 százaléka.
- A Groningeni Egyetem a világ 100 nagy kutatóegyeteme közé tartozik.[18]
- A 2022-es Times Higher Education World University Rankings listáján az egyetem a 80. helyen van.[19]
- Az egyetem világ szinten legjobb szakai a Shanghai Ranking listáján (mögöttük a világszintű helyezkedésekkel):[20]
  - Automatizáció és vezérlés – 15.
  - Oktatás – 25.
  - Gyógyszerészet és gyógyszertudományok – 34.
  - Business és adminisztráció – 37.
  - Közegészségügy – 40.
  - Kommunikáció – 40.
  - Pszichológia – 41.
  - Kémia – 51-75.

## Berendezkedése
Az egyetemnek 6250 alkalmazottja van.
Az egyetemi könyvtárat 2013 és 2017 között felújították. Az egyetemnek egy leeuwardeni campusa is van. A korábbi terveket, miszerint egy kínai campust alapítanának Yantai városában 2018 januárjában lemondták a projektet fogadó kritikák miatt. Az Egyetemi Múzeum megalapítása folyamatban van.
A Groningeni Egyetem reprezentálva van az Akadémiai Örökségek Alapítványban, melynek célja az egyetemi kollekciók és kulturális kincsek megőrzése.

### Karok

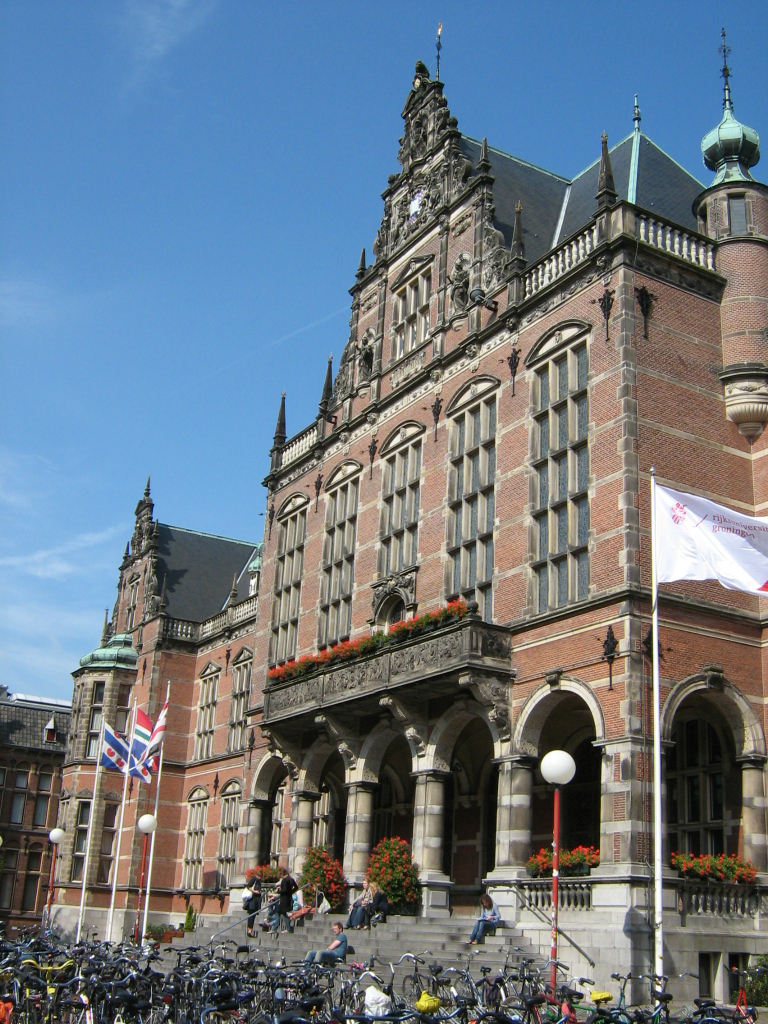
Akadémiai épület

A Groningeni Egyetem tizenegy karba rendeződik, melyek képzéseket és kurzusokat kínálnak a bölcsészettudományok, társadalomtudományok, jog, gazdaságtudományok és business, tértudományok (spatial sciences), élettudományok és természettudományok és technológia körökben. Mindegyik kar egy formális csoportosítása akadémiai diplomaképzéseknek, iskoláknak és intézményeknek, tudományos területeknek, kutatóközpontoknak és/vagy ezek bármilyen összevont kombinációjának, tanulmányi célokkal. Mindegyik kar kínál alapképzést (bachelor's), mesterképzést, PhD-t és csereprogramokat, emellett pár kar rövid tanfolyamokat is kínál.

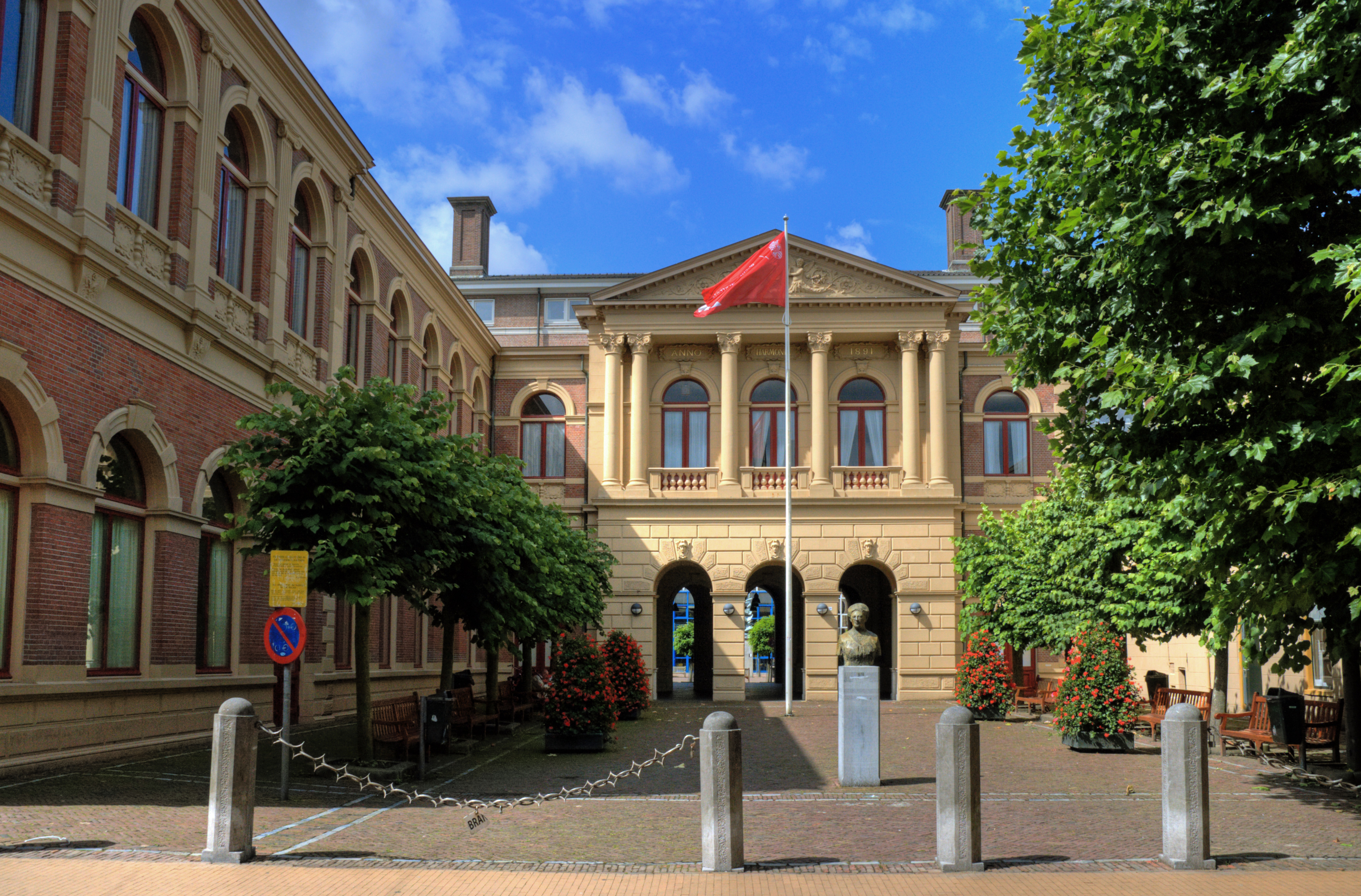
A Művészeti és Jogi Karok épülete

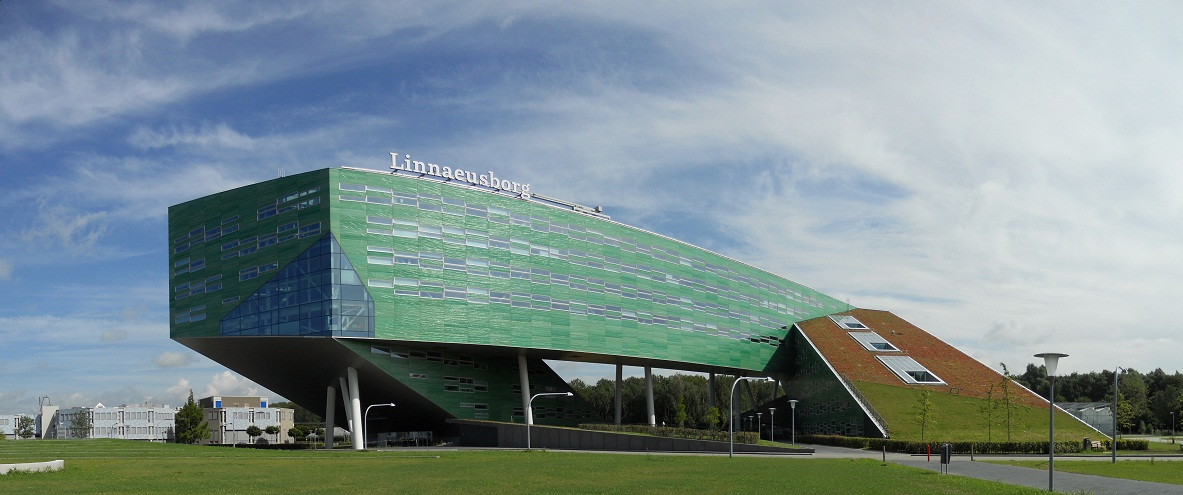
Linnaeusborg (Természettudományi és Mérnöki Kar)

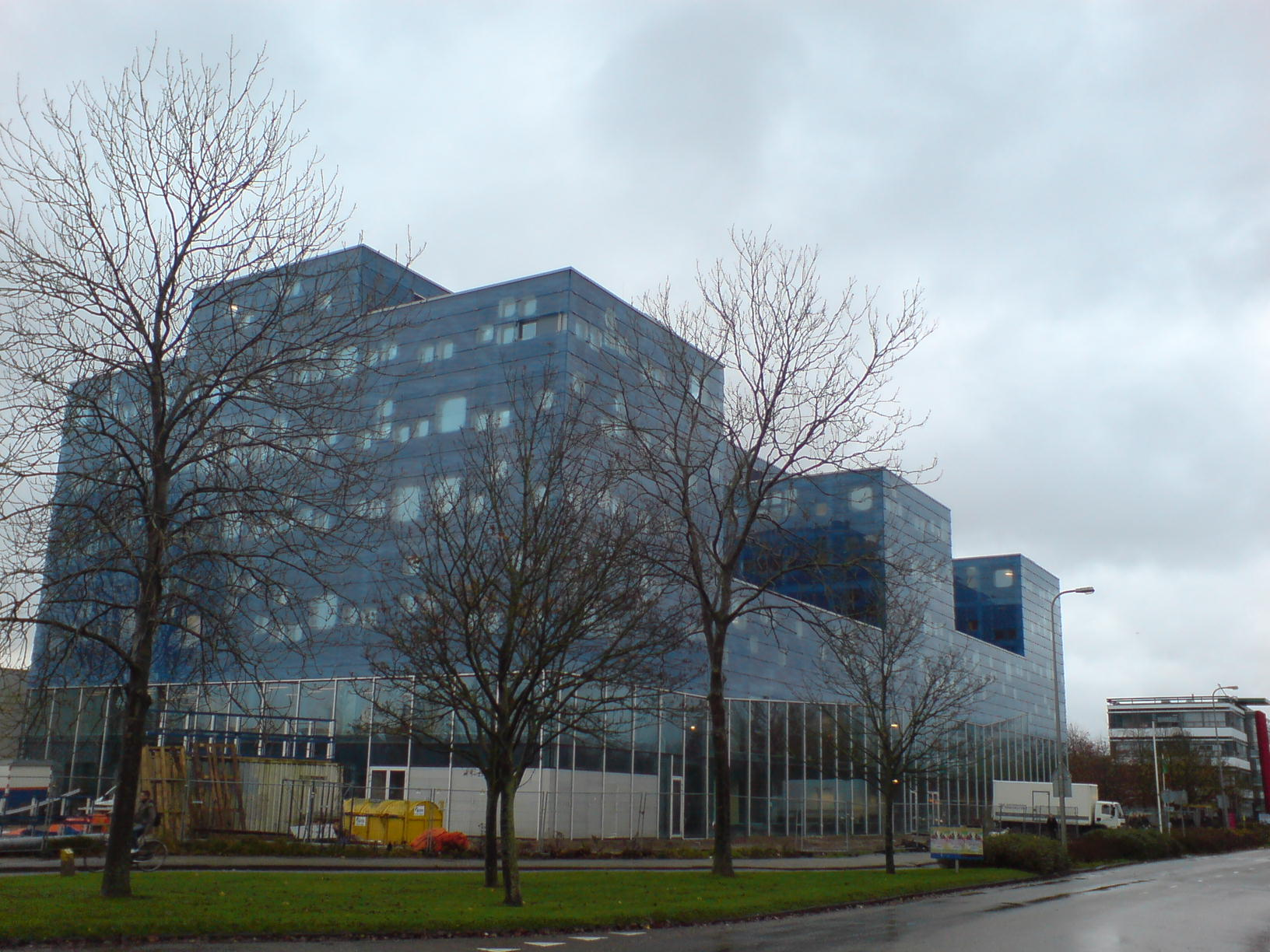
Bernoulliborg (Természettudományi és Mérnöki Kar)

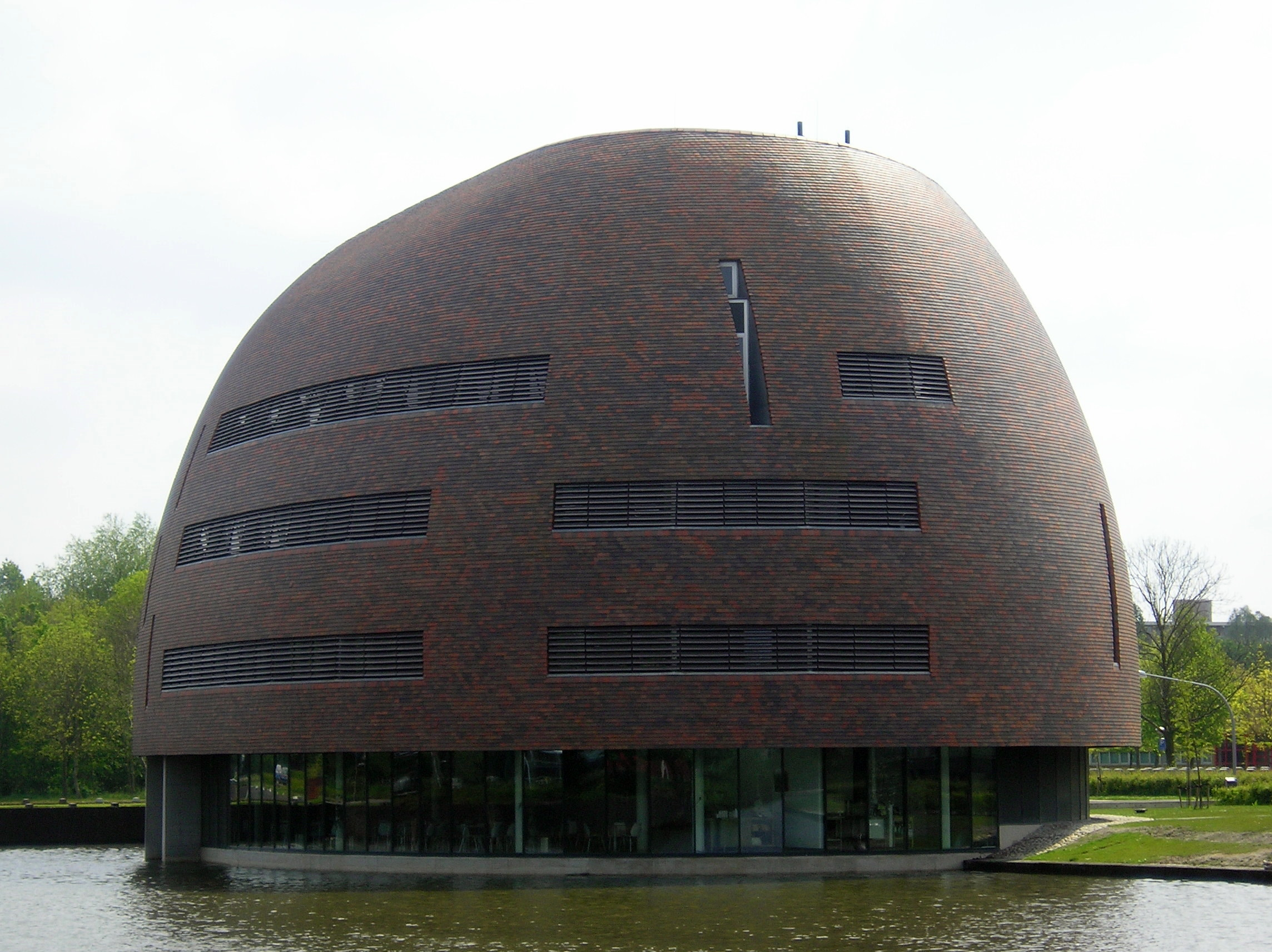
Smitsborg (Donald Smits Információ és Technológia Center)

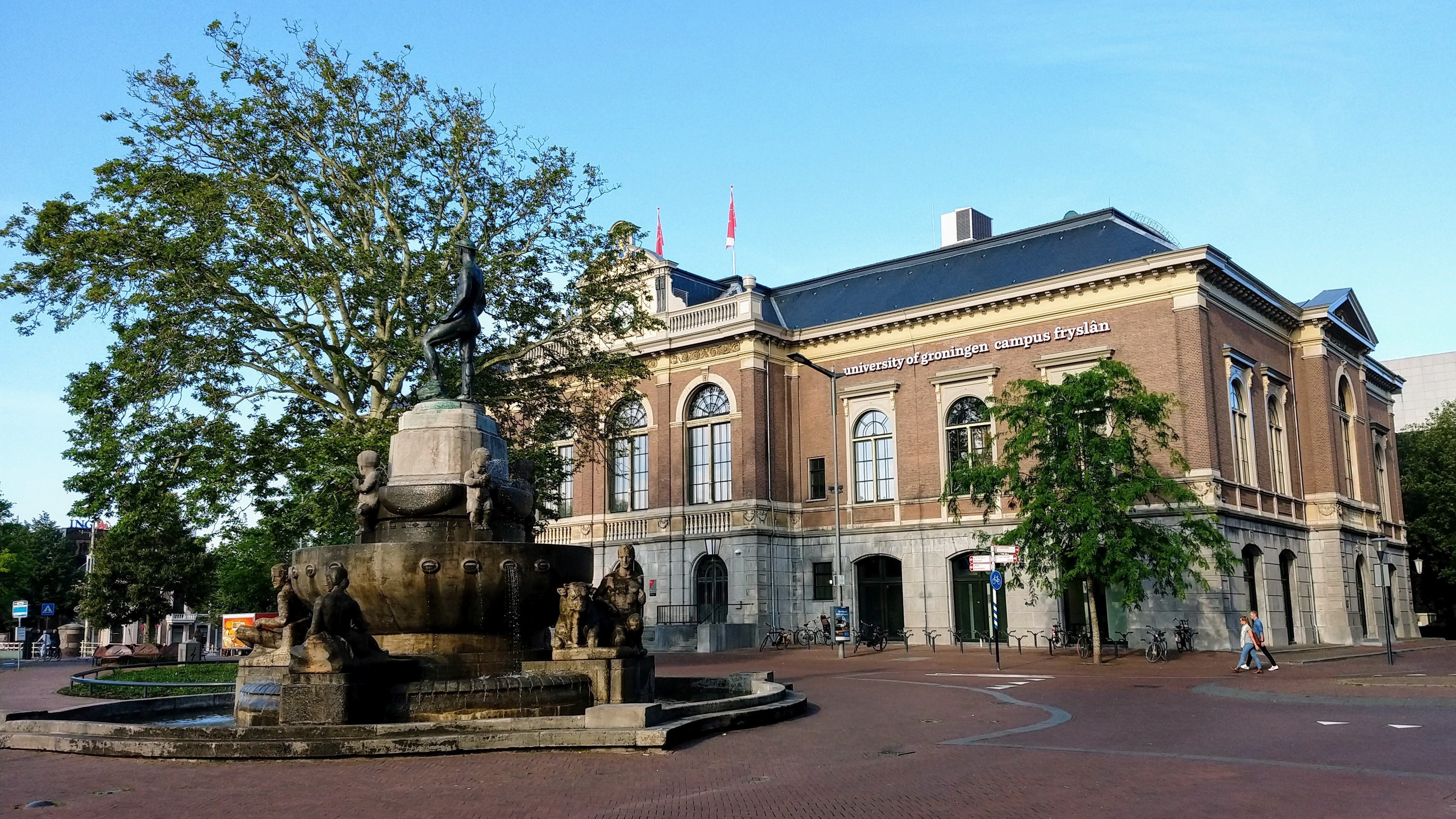
Az egyetem fríz campusa

2014 óta a RUG-hoz tartozik egy részlegesen független szabadművészeti főiskola is (liberal arts college), a University College Groningen (UCG).
Az egyetem részei:
- Gazdaságtudományi és Business Kar
- Művészeti Kar
- Jogi Kar
- Teológia és Vallástudományi Kar
- Filozófiai Kar
- Viselkedéstudományi és Társadalomtudományi Kar
- Orvostudományi Kar
- Természettudományi és Mérnöki Kar
- Tértudományi (Spatial Sciences) Kar
- University College Groningen – Szabadművészeti Főiskola (liberal arts college)
- Fríz Campus

## Campus
Az egyetem karai a város különböző pontjaiban vannak. A legtöbb kar, köztük a Jogi, Művészeti és Filozófia Kar a városközpontban és akörül vannak. Az egyetem eredeti épülete, ami most adminisztrációs épületként szolgál pont a város központjában található, a Broerstraaton. Az Orvostudományi Kar a város kórházkomplexumánál, a University Medical Center Groningennél (UMCG) található. A Gazdaságtudományi és Business, a Tértudományi és a Természettudományi és Mérnöki Kar a város északi határán találhatóak, a Zernike Campuson, amit a Nobel-díjas Frits Zernike után neveztek el. A campust az egyetem a Hanze Alkalmazott Tudományok Egyetemével együtt használja, ami a város másik nagy egyeteme. Így összesen 40 000 diák tanul a campuson.
Az egyetemnek három különböző könyvtára van: a főkönyvtár a városközpontban, egy a Zernike campusi Duisenberg épületben és egy az Orvosi Karon. Az egyetem főkönyvtárán egy Starbucks-kávézó is található. A Frízföldi Leeuwarden városában nemrég az egyetemnek egy új campusa nyílt, "Campus Fryslân" néven, ahol különböző tantárgyakat oktatnak alap és posztgraduális képzésekként.

## Diákélet
Groningen városa Hollandia diákvárosaként ismert. A város lakóinak egyharmada vagy a Groningeni Egyetemnek vagy a Hanze Alkalmazott Tudományok Egyetemének diákja. Az egyetem nagy választékú sportlehetőségeket kínál sportprogramokként és sportkurzusokként. Majdnem mindegyik sporthoz tartozik egyetemi sportegyesület.
Az egyetemnek emellett több diákszövetsége is van, amik szociális és tanulmányi programokat szerveznek, illetve különböző tanulmányi egyesületei, amik a karokkal és szakokkal kapcsolatos programokat csinálnak.
A biciklizés, mint közlekedési eszköz kifejezetten elterjedt a helyiek és a diákok körében egyaránt, amit a város kiváló biciklis infrastruktúrája is lehetővé tesz. Groningen városát gyakran hívják a "Világ Biciklis Városának" emiatt.

### Diákszállás
A Groningeni Egyetem nem kínál diákszállást. Ennek ellenére segít a diákoknak szállást találni az SSH Student Housing programon keresztül, ami számos diákszállást működtet Groningen városában és Hollandia többi részében is. Jelentős számú diák lakik privát, bérelt szálláson a város minden pontján, emellett a lakhatás új opciójaként nemrég megnyílt a The Student Hotel is. Mindezek ellenére a városban évről évre lakásválság alakul ki a diákok körében, amikor nyár végén és ősz elején nagy számban keresnek új diákok szállást. A válság leküzdésére a város támogatja az új rövidtávú szállások építését, mint például a The Village nevű konténerekből épített ideiglenes diákszállót. A holland állam szigorú szabályokat állít a privát szállásokkal kapcsolatban, mind a berlők (diákok) és bérbeadókkal szemben, így biztosítva a fair bérletidíjakat és feltételeket.
2018 az egyetem az országos figyelem középpontjába került a városban lévő lakásválság miatt. Mivel a legtöbb újonnan jövő diák az ország vagy a világ más részeiről jön, a városban hiány van a diákok által elérhető szállásokból. A 2021-es őszi szemeszterben tetőzött leginkább a lakásválság, amikor több száz diák nem volt képes szállást találni, és szükségszállásokon kellett lakniuk. A lakásválság tüntetéseket váltott ki a városközpontban, aminek következtében diákok ideiglenesen elfoglalták az egyetem Akadémiai épületét, hogy nyomást helyezzenek a városra a válság megoldása érdekében.

## Kutatás
2019-ben 708 PhD diákot vettek fel az egyetem valamely PhD programára. A felvett PhD diákok körülbelül 50%-a nemzetközi. 2019-ben összesen 546 PhD védés történt, ebből 22 cum laude. Így az egyetem PhD hozzájárulása Hollandiában körülbelül 11% volt.

### Kutatóiskolák, kutatóközpontok és kutatóintézmények

#### Bölcsészet- és társadalomtudományok
- Center for Language and Cognition Groningen (CLCG)
- Centre for Religion and Heritage
- Centre for Religion, Conflict and Globalization (CRCG)
- Centre Religion, Health and Wellbeing
- CRASIS, Culture, Religion and Society in Graeco-Roman Antiquity
- Globalisation Studies Groningen (GSG)
- Groningen Institute of Archeology (GIA)
- Groningen Institute for Educational research (GION)
- Groningen Research Institute of Philosophy (GRIPH)
- Groningen Research Institute for the Study of Culture (ICOG)
- Heymans Institute
- Institute of Indian Studies
- Interuniversity Center for Social Science Theory and Methodology (ICS)
- Qumran Institute
- Urban and Regional Studies Institute (URSI)

#### Jog
- Centre for Law, Administration and Society (CRBS)
- Groningen Centre of Energy Law (GCEL)

#### Gazdaságtudomány és business
- SOM research institute

#### Élettudományok
- Research School of Behavioral and Cognitive Sciences (BCN) / UMCG[36]
- Research Institute BCN-BRAIN / UMCG[37]
- Cancer Research Center Groningen (CRCG) / UMCG
- Groningen Institute for Evolutionary Life Sciences (GELIFES)[38]
- Groningen University Institute for Drug Exploration (GUIDE) / UMCG
- Groningen Biomolecular Sciences and Biotechnology (GBB)
- Groningen Research Institute of Pharmacy (GRIP)
- Science in Healthy Ageing and healthcaRE (SHARE), UMCG
- W.J. Kolff Institute for Biomedical Engineering and Materials Science / UMCG

#### Természettudomány és mérnöki
- Bernoulli Institute for Mathematics, Computer Science and Artificial Intelligence
- ENTEG – Engineering and Technology Institute Groningen
- ESRIG – Energy and Sustainability Research Institute Groningen
- GBB – Groningen Biomolecular Sciences and Biotechnology Institute
- GELIFES – Groningen Institute for Evolutionary Life Sciences
- GRIP – Groningen Research Institute of Pharmacy
- ISEC – Institute for Science Education and Communication
- Kapteyn Astronomical Institute
- Stratingh Institute for Chemistry
- Van Swinderen Institute for Particle Physics and Gravity
- Zernike Institute for Advanced Materials (ZIAM)

### Doktori iskolák (Graduate schools)
Az egyetem doktori iskolái valamennyire eltérő módon működnek a nemzetközi társaiétól. A legnagyobb különbség, hogy a doktori iskolákhoz nem tartozik az összes mesterképzés; az iskolák a kétéves "top" mesterképzéseket és a kutatómesterképzéseket irányítják.
- Viselkedéstudományi és Társadalomtudományi Iskola
- Gazdaságtudományi és Business Iskola
- Bölcsészettudományi Iskola
- Jogi Iskola
- Orvostudományi Iskola
- Filozófia Iskola
- Természettudományi Iskola
- Tértudományi Iskola
- Teológia és Vallástudományi Iskola

## Híres személyek
- Johann Bernoulli, matematikus
- Kees de Bot, nyelvész, a Groningeni Egyetem mellett a Pannon Egyetem oktatója
- Wim Duisenberg, az Európai Központi Bank első elnöke
- Ben Feringa, kémiai Nobel-díjas egyetemi tanár, 2016-ban a molekuláris motorokban való munkájáért kapott Nobel-díjat
- Pim Fortuyn, oktató, politikus
- Willem Frederik Hermans, író, geofizikus
- Johan Huizinga, történész
- Wander Lowie, alkalmazott nyelvész professzor
- Wubbo Ockels, az első holland űrhajós, fizika és matematika PhD
- Heike Kamerlingh Onnes, Fizikai Nobel-díjas, a folyékony hélium gyártását tette lehetővé
- Jan Oort, csillagász
- Willem de Sitter, csillagász
- Dirk Stikker, A NATO főtitkára
- Marjolijn Verspoor, nyelvész professzor
- Paramanga Ernest Yonli, Burkina Faso miniszterelnöke (2000-2007)
- Frits Zernike, elméleti fizika professzor, fizikai Nobel-díjas, a fáziskontraszt-mikroszkóp feltalálója

## Magyar vonatkozások –Szent-Györgyi Albert
A 17. és 18. században több magyar származású lelkész is tanult az egyetemen, többek között Kovásznai Péter, Kaszonyi Herczeg János és Borosnyai Nagy Zsigmond.
1922 és 1926 között az egyetemen tevékenykedett Szent-Györgyi Albert magyar Nobel-díjas orvos és biokémikus. Eredetileg a holland trópusi orvosi vizsgát akarta letenni az egyetemen, aminek viszont a gyakorlati részén megbukott. Ezt követően az egyetem fiziológiai laboratóriumában kezdett el foglalkozni a sejtlégzés és biológiai oxidáció témakörével, beleértve a C-vitamint is, amiért később Nobel-díjat kapott. A témában itt írta le először az oxigén és hidrogén aktiváció összefüggését, ami később a citromsavciklus vagy Szent-Györgyi–Krebs-ciklus néven lett ismert.